# Lillith Korn
Lillith Korn (geboren 1983 in Sardinien) ist eine deutsche Schriftstellerin. 
Lillith Korn ist Halbitalienerin. Seit 1997 lebt sie in Berlin. Seit 2015 veröffentlicht sie Belletristik, die sich oft im Grenzbereich von Science-Fiction und Fantasy bewegt. Viele ihrer Veröffentlichungen erstellte sie als Selbstpublikationen über Self-Publishing-Plattformen. Neben ihrer schriftstellerischen Arbeit ist sie freie Lektorin und Korrektorin.

## Bibliografie
Die Serien sind nach dem Erscheinungsjahr des ersten Teils geordnet.
Better Life (Romanserie)
- Paul. BoD, Norderstedt 2015, ISBN 978-3-7392-2275-2.
- Ausgelöscht. Drachenmond Verlag, Leverkusen 2015, ISBN 978-3-95991-088-0.
- Zerstört. Drachenmond Verlag, Leverkusen 2016, ISBN 978-3-95991-188-7.

Finley Freitag (Romanserie)
- 1 Finleys Reise nach Andaria. Lillith Korn c/o Papyrus Autoren-Club, R.O.M. Logicware, Berlin 2016, ISBN 978-1-534-88690-2.
- 2 Finleys Reise ins Ashul. Lillith Korn c/o Papyrus Autoren-Club, R.O.M. Logicware, Berlin 2017, ISBN 978-1-540668-07-3.
- 3 Finleys Reise nach Delar. Lillith Korn c/o Papyrus Autoren-Club, R.O.M. Logicware, Berlin 2017, ISBN 978-1-520823-32-4.

Shadowcross (Romanserie)
- Das Vermächtnis. Lillith Korn c/o Papyrus Autoren-Club, R.O.M. Logicware, Berlin 2017, ISBN 978-1-546-60626-0.
- Daddy. CreateSpace, 2017, ISBN 978-1-975641-73-3.
- Katzen. CreateSpace, 2017, ISBN 978-1-5484-3273-7.
- Madisons Party. CreateSpace, 2017, ISBN 978-1-5469-7657-8.

Einzelveröffentlichungen
- La chiave persa. BoD, Norderstedt 2015, ISBN 978-3-7347-8766-9.
- Hazel & Mara. Drachenmond Verlag, Leverkusen 2015, ISBN 978-3-95991-078-1.
- Der verlorene Schlüssel. BoD, Norderstedt 2015, ISBN 978-3-7347-5174-5.
- Die Zeitwächterin. Zeilengold, Stockach 2018, ISBN 978-3-946955-10-8.